# Ringvassøya
Ringvassøya (sami septentrional: Ráneš) és una gran illa del comtat de Troms, Noruega. Es divideix entre els municipis de Tromsø i Karlsøy. Ringvassøya està envoltada per les illes de Kvaløya al sud; Reinøya a l'est, Vannøya i altres illots menors.
Amb una superfície de 656 quilòmetres quadrats, Ringvassøya és la sisena illa més gran Noruega continental. El punt més alt de l'illa, el Soltindan, té una altura de 1.051 metres sobre el nivell del mar. Al centre de l'illa hi ha un llac de 10 quilòmetres de llarg, el Skogsfjordvatnet, que és de fet el llac més gran en una illa a Noruega.